# فناوری فرهنگی
فناوری‌های فرهنگی آن دسته از فناوری‌هایی هستند که زمینه تولید و پخش آثار فرهنگی و هنری را فراهم می‌کنند. مفهوم فناوری فرهنگی اولین بار در کره جنوبی مطرح شده‌است. این لفظ را لی سومن مؤسس شرکت پخش موسیقی کره‌ای به کار برد. مراد او از این لفظ فرایند سه مرحله‌ای ارائهٔ اثر موسیقی پاپ کره‌ای جهانی بود.
اهمیت این دسته از فناوری‌ها به جهت نقش کلیدی آن‌ها در آفرینش و عرضه آثار فرهنگی و هنری، و صنایع فرهنگی و خلاق می‌باشد. به همین جهت در نقشه جامع علمی ایران، توجه به این فناوری‌ها جزء اولویت الف (بالاترین اولویت) قرار گرفته‌است. همچنین ستاد توسعه فناوری‌های نرم و هویت‌ساز معاونت علمی و فناوری ریاست جمهوری برای توسعه این فناوری‌ها تشکیل شده‌است.

## پیشینه
پیشینه این مفهوم به موج کره‌ای و خصوصاً موسیقی پاپ کره باز می‌گردد. بنا بر اعلام حکومت کره جنوبی، فناوری‌های فرهنگی جزء ۶ فناوری پیشران (بقیه فناوری‌ها: فناوری اطلاعات، فناوری نانو، زیست‌فناوری، فناوری‌های محیط زیستی/ انرژی و فناوری‌های فضایی) در این کشور، می‌باشند. بر اساس این سیاست، موج کره‌ای توانسته‌است به موفقیت‌های چشم‌گیر جهانی دست بیابد.

## تاریخچه در ایران
پس از مشاهده نتایج توجه به فناوری‌های فرهنگی در کشور کره جنوبی و توسعه صنایع خلاق در این کشور و کشورهایی چون انگلستان، ترکیه و استرالیا سیاست‌گذاران و متخصصین این حوزه در ایران به اهمیت این فناوری‌ها پی بردند. به همین جهت در تدوین نقشه جامع علمی کشور که مشخص‌کننده سیاست‌های کلان علم و فناوری جمهوری اسلامی ایران می‌باشد، این فناوری‌ها جزء فناوری‌های با اولویت الف (بالاترین اولویت) توسعه انتخاب شدند. پس از این امر ستاد توسعه فناوری‌های نرم و هویت‌ساز با کار ویژه توسعه این دست از فناوری‌ها در معاونت علمی و فناوری ریاست جمهوری تأسیس گردید. اخیراً با شناسایی شرکت‌های این حوزه به عنوان شرکت دانش‌بنیان و تأسیس مراکز رشد، شتابدهی و مراکز شکوفایی، زمینه‌های حمایتی کارآفرینی این حوزه فراهم شده‌است.